# Bernd Schadewald
Bernd Schadewald  (Lübeck, 24 de noviembre de 1950) es un director de cine y escritor alemán.

## Biografía
Bernd Schadewald estudió desde 1969 en la  Schauspielschule Bochum. Desde 1971 ha trabajado como asistente de dirección en producciones de teatro, cine y televisión. Incluso ha sido editor en la radio infantil SWF. Desde 1978, produce sus propias obras como autor y director, inicialmente obras de radio, documentales, adaptaciones teatrales, series infantiles y nocturnas, aunque desde 1982 ha trabajado principalmente en el campo de la televisión y el teatro. Puso en escena “Class Enemy” y “Clockwork Orange” en el Schauspielhaus Bonn. 
Debutó en el cine para televisión en 1982 con la adaptación cinematográfica de Patricia Highsmith "The Day of Reckoning", seguida a mediados de los años 80 por dos episodios de la serie policial Tatort, con Manfred Krug y Charles Brauer. 
También dirigió con Klaus Wennemann varios episodios de la exitosa serie nocturna “Der Fahnder”. Schadewald realizó en 1989 un trabajo de dirección de gran éxito con El asesino del martillo, que puso en escena basándose en un caso real. Obtuvo el premio Grimme y el Panda de Oro a la mejor obra televisiva del año en el Festival Internacional de Televisión de Sichuan, en China.

## Filmografía
- 1982: Der Tag der Abrechnung
- 1986: Verlierer
- 1986: Tatort: Tod im Elefantenhaus
- 1987: Tatort: Voll auf Haß
- 1988: Eine Bonner Affäre
- 1990: Der Hammermörder
- 1990: Ein Fall für Zwei – Madonna
- 1991: Verurteilt Anna Leschek
- 1992: Schuld war nur der Bossa Nova
- 1993: Schicksalsspiel
- 1993: Glückliche Reise – Jamaica
- 1994: Angst
- 1995: Kinder des Satans
- 1996: Sanfte Morde
- 1997: Der Pirat
- 1998: Ein großes Ding
- 2000: Liebestod
- 2003: Polizeiruf 110 – Vater Unser
- 2005: Die Manuela-Story – Alles und noch viel mehr